# Баррингтония азиатская
Баррингто́ния азиа́тская (лат. Barringtonia asiatica) — вид деревьев семейства Лецитисовые.

## Описание
Дерево маленьких или средних размеров, достигающее в высоту от 7 до 25 метров.
Листья узко-обратнояйцевидные, 20–40 см в длину и 10–20 см в ширину. Плод имеет диаметр 9–11 см, при этом толстый губчатый волокнистый слой покрывает семя диаметром 4–5 см.

## Распространение
Встречается в мангровых рощах на тропических побережьях и островах Индийского океана и западной части Тихого океана от Занзибара на восток до Тайваня, Филиппин, Фиджи и Новой Каледонии.